# Ips paraconfusus
Ips paraconfusus es una especie de escarabajo del género Ips, tribu Ipini, familia Curculionidae. Fue descrita científicamente por Lanier en 1970.
Se mantiene activa durante los meses de marzo, abril, mayo, junio, julio, agosto, octubre y diciembre.

## Distribución
Se distribuye por Estados Unidos.